# ليه تايلور (لاعب كريكت)
ليه تايلور (25 أكتوبر 1953 في المملكة المتحدة - ) (بالإنجليزية: Les Taylor)‏ هو لاعب كريكت بريطاني.

## وصلات خارجية
- ليه تايلور على موقع إي آس بي آن كريك إنفو (الإنجليزية)